# Fosse ischio-anale
La fosse ischio-anale (ou fosse ischio-rectale, espace pelvirectal inférieur) est l'espace pyramidal rempli de graisse situé latéralement au canal anal et sous le diaphragme pelvien. Elle est prismatique, avec sa base dirigée vers la surface du périnée et son apex à la ligne de rencontre entre le canal obturateur et les fascias pelviens. Le canal pudendal se situe dans la limite inférieure de la fosse, renforcé par le processus falciforme du ligament sacro-tubéral. 

## Limites
La fosse a les limites suivantes:
|                                                                                     | ANTÉRIEUR : - Ligament périnéal transverse couvrant le muscle transverse périnéal - Fascia inférieur du diaphragme pelvien |                                                                            |
| LATÉRAL : - Tubérosité de l'ischion - Muscle obturateur interne - Fascia obturateur | SUPÉRIEUR : - Muscle élévateur de l'anus INFÉRIEUR : - Peau                                                                | MÉDIAN : - Muscle élévateur de l'anus - Muscle sphincter externe de l'anus |
|                                                                                     | POSTÉRIEUR : - Muscle grand glutéal - Ligament sacro-tubéral                                                               |                                                                            |

Cette fosse se prolonge en avant et en arrière pour occuper toute la longueur du périnée. Le prolongement antérieur forme  le récessus antérieur de la fosse ischio-anale, Il est étroit et passe entre le muscle obturateur interne et le muscle élévateur de l'anus pour s'accrocher sur la surface angulaire du pubis.
Les limites du prolongement postérieur sont :
- en bas : grand fessier

- en haut : muscle coccygien
- en arrière : ligaments sacro-tubéral et sacro-épineux
- en dedans : ligament ano-coccygien[1].

## Contenu
La fosse ischio-anale contient le corps adipeux de la fosse ischio-anale qui est un tissu adipeux à travers lequel de nombreuses fibres s'étendent d'un côté à l'autre permettent la distension du canal anal pendant la défécation.
La fosse ischio-anale contient également : 
- À l'intérieur du canal pudendal, sur le mur latéral : 
  - artère pudendale interne,
  - veine pudendale interne,
  - nerf pudendal.
- À l'extérieur du canal pudendal, traversant l'espace transversalement : 
  - artère rectale inférieure,
  - veines rectales inférieures,
  - nerfs anaux inférieurs,

## Pathologie
La fosse ischio-rectale est le siège de diffusion des abcès de la marge de l’anus.

## Articles annexes
- Triangle anal